# Blanka Škodová
Blanka Škodová (* 1. října 1997 Šternberk) je česká hokejová brankářka, hráčka týmu Skellefteå AIK a stálá členka české reprezentace.

## Kariéra
Škodová začínala s hokejem v dámském týmu Uničova. Odtud si před sezónou 2013/14 vyřídila střídavé starty do nedaleké Olomouce, kde chytala za chlapecké mládežnické výběry. Na konci následující sezóny debutovala v české reprezentaci žen, když nejprve startovala ve 3 přátelských utkáních a následně, v dubnu 2015, odchytala jedno utkání na MS žen 1. divize, ze kterého Česko postoupilo zpět do elitní skupiny.
2 následující sezóny poté strávila v Karviné, z obou si odnesla stříbrné medaile, když její tým v obou final four Extraligy skončil druhý za pražskou Slavií.
V roce 2017 se Škodová přesunula do Severní Ameriky, kde studovala na Vermontské univerzitě a současně hájila barvy tamějšího týmu Vermont Catamounts působícího v NCAA.
Na konci ročníku 2021/22 zasáhla Škodová do dvou utkání památného MS, na kterém získala česká reprezentace historicky první bronz, když ve čtvrtfinále nejprve zaskočila Finky v prodloužení a následně v zápase o 3. místo porazila Švýcarky. Blanka nejprve vychytala vysokou výhru 6:0 proti Němkám a následně hájila branku v semifinále při vysoké prohře 1:10 proti USA.
Před sezónou 2022/23 se Škodová přesunula na Minnesotskou univerzitu. V týmu Duluth Bulldogs sice zasáhla jen do 3 utkání, ani to však při zranění její reprezentační kolegyně Kláry Peslarové nebránilo tomu, aby na MS 2023 zastávala post brankářské jedničky. Na turnaji Blanka odchytala všech 7 utkání a dovedla tým k obhajobě bronzových medailí.
Po této sezóně se Škodová vrátila zpět do Evropy, kde v 5 utkáních za HIFK Hockey zaujala zástupce AIK Ishockey a sezónu 2023/24 dochytala v beznadějně posledním celku SDHL.
I přes špatné výsledky týmu ukázala svoje kvality a po sestupu Stockholmského klubu se na konci října 2024 přesunula do Skellefteå AIK.